# Manfred von Landsberg-Velen
Manfred Freiherr von Landsberg-Velen (* 25. Mai 1923 auf Schloss Dankern in Haren (Ems); † 13. Februar 2010 ebenda) war ein deutscher Unternehmer, Kommunalpolitiker (CDU) sowie Gründer und langjähriger Inhaber des Ferienzentrums Schloss Dankern.

## Leben
Manfred von Landsberg-Velen wurde am 25. Mai 1923 als ein Sohn von Otto von Landsberg-Velen (1890–1974) und dessen Ehefrau Maria geb. Droste zu Vischering (1892–1984), die 1915 geheiratet hatten, auf Schloss Dankern geboren. Er hatte drei ältere Brüder und zwei jüngere Schwestern und wuchs in einer römisch-katholischen Familie auf. Sein Großvater war Friedrich von Landsberg-Velen und Gemen (1850–1926).
Nach der Volksschule wurde Landsberg-Velen 1940 zum Kriegsdienst eingezogen und geriet danach in Kriegsgefangenschaft, aus der er 1945 nach Dankern zurückkehrte. Anschließend machte er eine dreijährige Ausbildung zum Landwirt.
Landsberg-Velen heiratete 1952 Regina von Spiegel zu Peckelsheim (1926–1969), eine Tochter von Joseph von Spiegel zu Peckelsheim (1878–1949) und dessen Ehefrau Gertrud geb. von Amelunxen (1887–1957). Durch diese Ehe gelangte Landsberg-Velen in den Besitz des Rittergutes Helmern, dort lebte die Familie auch die ersten Jahre, bis sie 1980 nach Dankern zog. Aus der Ehe entstammen fünf Kinder.

## Unternehmerische Tätigkeit
Land- und Forstwirtschaft

Nach dem Zweiten Weltkrieg boten Gut und Schloss Dankern vielen Harenern Unterkunft, als Haren von 1945 bis 1948 von polnischen Soldaten besetzt war.
Landsberg-Velen übernahm 1953 von seinem Vater Gut und Schloss Dankern, das sich seit 1832 im Besitz der Familie Landsberg-Velen befinden.
Im Herbst 1972 zerstörte ein Orkan fast den gesamten Forstbestand von Gut Dankern.
Landsberg-Velen engagierte sich für die Schafzucht und war ein führender Züchter des Deutschen schwarzköpfigen Fleischschafs. Er war Vorsitzender des Landesverbandes Westfälischer Schafzüchter und der Vereinigung Westfälischer Schafhalter. 1981 wurde ihm für seine Verdienste die Goldene Plakette des Bundesministers für Ernährung, Landwirtschaft und Forsten anlässlich der DLG-Schau in Hannover verliehen.
Landsberg-Velen war in der Vereinigung Deutscher Landesschafzuchtverbände (VDL), der Deutschen Wollverwertung (DWV) und der Deutschen Landwirtschaftsgesellschaft (DLG) aktiv. Er erhielt 1991 die VDL-Medaille.
Er wurde nach Abgabe des Vorsitzes der westfälischen Schafzuchtorganisationen zum Ehrenvorsitzenden des Landesverbandes Westfälischer Schafzüchter ernannt.
Neben der Schafzucht engagierte sich Landsberg-Velen auch für den Pferdesport: So war er von 1962 bis 1974 Erster Vorsitzender des Reit- und Fahrvereins Haren (Ems) e. V., leitete von 1970 bis 1993 den Bezirksverband Emsländischer Reit- und Fahrvereine und war Präsident des Reiter-Bezirksverbandes Weser-Ems.
Darüber hinaus rief Landsberg-Velen 1991 den Dankern-Cup für Dressur und 2001 den Emsländischen Springcup ins Leben.
Ferienzentrum Schloss Dankern

Um eine wirtschaftliche Grundlage für den Erhalt von Schloss und Gut Dankern zu schaffen, entwickelte Landsberg-Velen in den späten 1960er Jahren die Idee des Ferienzentrums Schloss Dankern, das ab 1970/71 entstand. Anfangs sah sich dieses Vorhaben der Kritik vieler Harener Einwohner ausgesetzt. Zu Beginn hatte das Ferienzentrum nur 50 Ferienhäuser, einen Spielplatz, eine Minigolfanlage, ein Restaurant und ein Freibad. Doch im Laufe der Jahre wuchs die Anlage auf über 200 Hektar, über 720 Ferienhäuser, mehr als 4.300 Betten und 644.558 Übernachtungen im Jahr 2009 und bot Arbeitsplätze für 400 Mitarbeiter.
Landsberg-Velen betrieb die Ferienanlage unter dem Motto: Urlaub vom Kind mit dem Kind. So sprach er viele Familien an.
Weitere Freizeitangebote kamen hinzu. So wurde 1987 einer der ersten Indoor-Spielplätze Deutschlands eröffnet, darüber hinaus später ein Spaßbad und ein Hochseilgarten.
Ein weiterer Anzugspunkt für Einheimische und Urlauber ist der Dankernsee mit seinem künstlichen Strand und einer Wasserskianlage. Landsberg-Velen war Vereins- und Ehrenmitglied des Wasserschiclubs Dankern.
Landsberg-Velen war 1978 Gründungsmitglied und Präsident des Verbands Deutscher Freizeitparks und Freizeitunternehmen e. V. (VDFU) und Mitglied der European Waterpark Association.
Er war ehrenamtlich in den Gremien der IHK Osnabrück-Emsland aktiv, u. a. als Mitglied der IHK-Vollversammlung, des Regionalausschusses Landkreis Emsland und des Tourismusausschusses.
Er hat durch seine Tätigkeit den Tourismus im Emsland und in Niedersachsen nachhaltig geprägt.

## Kommunalpolitisches Engagement
Landsberg-Velen war kommunalpolitisch in der CDU aktiv. Er war von 1956 bis 1974 Mitglied des Gemeinderats von Helmern sowie von 1974 bis 1979 Mitglied im Stadtrat von Willebadessen. Darüber hinaus war er Mitglied des Kreistags des Kreises Warburg.

## Ehrenamtliches Engagement
In Haren

Landsberg-Velen war auch ehrenamtlich in Haren aktiv. So war er ein Unterstützer des Kolpingwerks. Er förderte u. a. die Kolpingkapelle Haren und die Kolpingkapelle Emmeln. Er war Vorstandsmitglied im Wasser- und Bodenverband Ems-West (1971–1995) und Vorstandsmitglied in der Linksemsischen Kanalgenossenschaft. Darüber hinaus war er Mitglied im Schützenverein Altharen e. V.
In Helmern

Auch in Helmern war Landsberg-Velen ehrenamtlich aktiv. So engagierte er sich in der katholischen Pfarrgemeinde St. Kilian Helmern im Kirchenvorstand von 1958 bis 1982. Sowie in der Schützenbruderschaft St. Kilian, Helmern, die ihn zum Ehrenmitglied ernannte. 1965 war er Schützenkönig in Helmern. Er war von 1955 bis 1974 als Bezirksbundesmeister des Bezirks der Schützenbruderschaften Warburg. 1993 erhielt er den Hohen Bruderschaftsorden und 2004 den St. Sebastianus Ehrenschild vom Bezirksverband Warburg.
Darüber hinaus setzte sich Landsberg-Velen für das Schulzentrum Peckelsheim ein.

## Lebensende
Altersbedingt gab Landsberg-Velen die Leitung des Ferienzentrums Schloss Dankern an seinen Sohn Friedhelm von Landsberg-Velen ab.
Manfred von Landsberg-Velen verstarb am 13. Februar 2010 im Alter von 86 Jahren auf Schloss Dankern und wurde auf dem Friedhof der Familie von Landsberg-Velen auf Gut Dankern beigesetzt.

## Ehrungen
- 1981: Goldene Plakette des Bundesministeriums für Ernährung, Landwirtschaft und Forsten
- 1989: Verdienstkreuz am Bande des Verdienstordens der Bundesrepublik Deutschland
- 1993: Hoher Bruderschaftsorden vom Bund der historischen deutschen Schützenbruderschaften
- 2003: St.-Sebastianus-Ehrenschild vom Bund der historischen deutschen Schützenbruderschaften
- 2009: Emsland-Medaille des Landkreises Emsland[17]